# لوينا هندريكس
لوينا هندريكس (من مواليد 5 نوفمبر 1999) لاعبة تزلج على الجليد بلجيكية حصلت على ميدالية مرتين في سلسلة تشالنجر (بما في ذلك الميدالية الذهبية في كأس بودابست 2020) ، وبطل كأس التحدي الدولي مرتين (2017 ، 2021)، وبطلة وطنية بلجيكية ثلاث مرات (2017-2019).
أنهت هندريكس جولتها ضمن المراكز العشرة الأولى في بطولتين أوروبيتين (2017 ، 2018) وبطولة العالم مرتين (2018 و 2021). مثلت بلجيكا في دورة الألعاب الأولمبية الشتوية 2018 ، وانتهت في المركز السادس عشر.